# نخل سیاه‌رشته
نخل سیاه‌رشته (نام علمی: Arenga pinnata) نام یک گونه از تیره نخل است.